# Progrès social
Pour un article plus général, voir Progrès.
 (novembre 2008).
Si vous disposez d'ouvrages ou d'articles de référence ou si vous connaissez des sites web de qualité traitant du thème abordé ici, merci de compléter l'article en donnant les références utiles à sa vérifiabilité et en les liant à la section « Notes et références ».

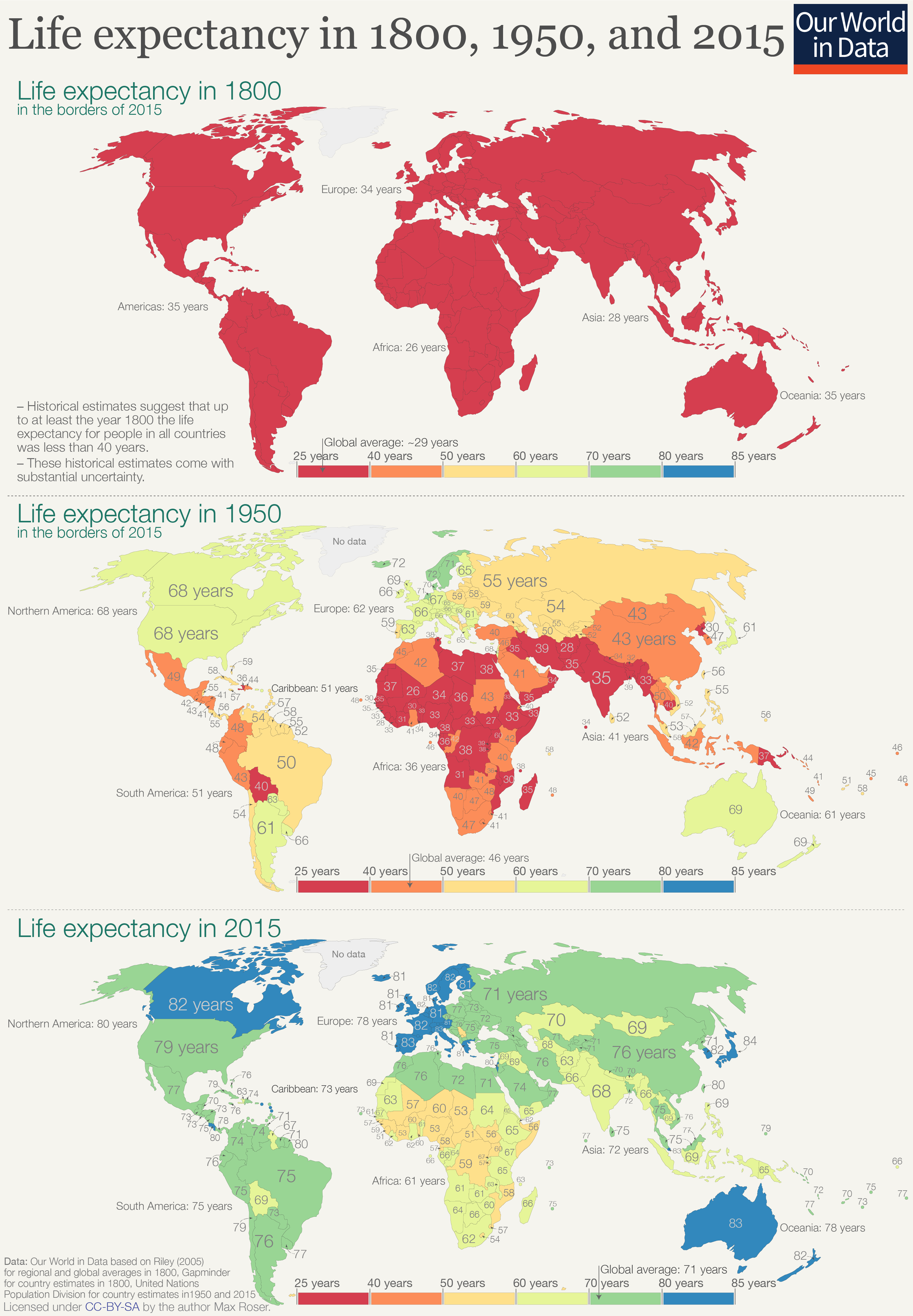
Évolution de l'espérance de vie en 1800, 1950 et 2015.

Le progrès social est la recherche d'une amélioration des conditions de vie de l'être humain par un changement dans l'organisation sociale. Le progrès social est essentiellement une notion contemporaine parce qu'il est associé aux conditions de vie de l'être humain dans la société moderne.

## Définition
Il se présente sous plusieurs aspects :
- capacité de discussion entre groupes d’intérêts divergents ;
- augmentation du temps libre pour les travailleurs, amélioration des conditions de travail (diminution des accidents du travail — voir ergomotricité) ;
- augmentation du confort des personnes : système de santé performant et accessible à tous (gestion de la souffrance des patients par les hôpitaux), système d’éducation, mise en réseau des personnes isolées, reconnaissance des identités minoritaires, protection de l’enfance… ;
- démocratisation et transparence des pouvoirs institués ;
- liberté de choix et d’opinion.

Il se concrétise dans des institutions officielles : ONU[réf. nécessaire], ONG, partis politiques multiples, syndicalisme, Sécurité sociale, assurances/mutuelles, Conseil constitutionnel, Cour des comptes[réf. nécessaire], etc.
Le progrès social a permis non seulement la mise en place de la Sécurité sociale, payée par les cotisations des travailleurs et qui englobe les allocations familiales, les pensions, le chômage, le remboursement des soins de santé, les congés payés, etc. mais a également permis l'instauration en France du RMI (revenu minimum d'insertion) devenu le RSA (revenu de solidarité active) en 2009 et en Belgique du revenu d'intégration sociale qui, financés par les impôts, sont un dernier filet avant l'indigence. Le droit au logement, la gratuité de la scolarité… Tous ces droits fondamentaux font partie du progrès social.
Le progrès social découle non seulement de batailles politiques mais aussi de progrès économique. D'ailleurs, de nombreuses réformes considérées aujourd'hui comme des « acquis sociaux », ont été votées[Où ?] par des libéraux, afin d’entériner une situation permise grâce à la croissance économique. On peut ainsi citer la première limitation du travail des enfants, décidée en 1841 par le libéral François Guizot, premier ministre pendant la monarchie de Juillet, ou encore l'abolition du délit de coalition par le député libéral Émile Ollivier.
Les progrès sociaux peuvent être obtenus de différentes façons, parfois par :
- le développement du niveau de vie, fortement tributaire du développement économique ;
- la négociation au sein de la société, de la branche, de l'État, ces négociations sont en général obtenues par l'action des syndicats ;
- la voie législative : un parti politique au pouvoir décide d'un progrès social et vote une loi en ce sens, c'est souvent la formalisation d'une négociation passée, mais parfois des progrès sociaux se font sans l'aide des syndicats.

## Critiques
La capacité de la société actuelle de suivre une ligne de progrès social a été critiquée, sur différents aspects comme :
- la montée du narcissisme ;
- le fait de dépendre de ressources limitées ;
- le financement des élections parlementaires[1].

On peut aussi parler de la critique provenant de l'École de Francfort et notamment Herbert Marcuse, dans les années 1960, qui, dans L'Homme unidimensionnel, théorise le fait que le capitalisme réduise les possibilités d'existence à un simple comportement unique.

## Presse
Un quotidien national, en format papier, porte également le nom Le Progrès Social. Il est lancé par des militants associatifs, syndicaux ou politiques engagés dans la construction du progrès social et dans l’éducation populaire au premier trimestre 2016.